# Балагје сир Ранс
Балагје сир Ранс (фр. Balaguier-sur-Rance) насеље је и општина у јужној Француској у региону Миди Пирене, у департману Аверон која припада префектури Мијо.
По подацима из 2011. године у општини је живело 102 становника, а густина насељености је износила 10,41 становника/km². Општина се простире на површини од 9,8 km². Налази се на средњој надморској висини од 271 метар (максималној 748 m, а минималној 253 m).

## Демографија
| 1962. | 1968. | 1975. | 1982. | 1990. | 1999. | 2011. |
| ----- | ----- | ----- | ----- | ----- | ----- | ----- |
| 135   | 172   | 150   | 127   | 104   | 100   | 102   |

График промене броја становника у току последњих година